# Festival slovenskega filma 2017
20. Festival slovenskega filma (20. FSF) je potekal od 12. do 16. septembra 2017 v Portorožu. Direktorica festivala je bila Jelka Stergel, ki je nadomestila Igorja Prassla. Otvoritveni film je bil Slovenija, Avstralija in jutri ves svet Marka Naberšnika.
Dvajseta izvedba FSF-ja je prinesla nekaj novosti:
- večerne projekcije na plaži (Kino plaža)
- dve žiriji za nagrade vesna
- novi nagradni kipci, ki jih je oblikovala Ivana Potočnik
- programski sklop osnovnošolskih in srednješolskih filmskih stvaritev Podmladek

### 20. FSF v številkah
Zbiranje prijav je potekalo do 30. junija (kratko- in srednjemetražni) oziroma 24. julija 2017 (celovečerni filmi). Prijavljeno je bilo rekordno število del – 183 (16 več kot l. 2016); med njimi je bilo 71 igranih (53 kratkih, 7 srednjemetražnih in 11 celovečernih), 64 dokumentarnih (21 kratkih, 22 srednjemetražnih in 21 celovečernih), 24 animiranih (kratkih), 12 eksperimentalnih (kratkih in srednjemetražnih) in 12 drugih filmov.
Na festivalu bo predvajanih 97 filmskih del. Za uradni tekmovalni program je bilo izbranih 52 filmov (16 celovečernih, 5 srednjemetražnih, 21 kratkih, 8 študentskih in 2 manjšinski koprodukciji), ki se bodo potegovali za nagrade vesna, v uradni pregledni program pa se je uvrstilo 32 filmov (6 celovečernih, 8 srednjemetražnih, 11 kratkih in 7 študentskih). V uradnem programu bo tako predvajanih 84 filmov, v spremljevalnem pa 13 (7 v sklopu Podmladek, 6 pa v sklopu Posvečeno).

## Nagrade

### Nagrada Metoda Badjure za življenjsko delo
- Franci Zajc, producent[6]

### Vesne
Strokovne vesne sta podeljevali dve strokovni žiriji:
(I) strokovna žirija za celovečerne (igrane, dokumentarne, animirane) filme:
| Kategorija              | Prejemnik                                                                  |
| ----------------------- | -------------------------------------------------------------------------- |
| celovečerni film        | Družina (r. Rok Biček; p. Zavod Cvinger film)                              |
| celovečerni igrani film | Ivan (r. Janez Burger; p. Zavod Staragara)                                 |
| režija                  | Hanna A. W. Slak (Rudar)                                                   |
| scenarij                | Srdjan Koljević, Melina Koljević, Janez Burger in Aleš Čar (Ivan)          |
| glavna ženska vloga     | Maruša Majer (Ivan)                                                        |
| glavna moška vloga      | Leon Lučev (Rudar)                                                         |
| stranska ženska vloga   | Ivanka Mežan (Vztrajanje)                                                  |
| stranska moška vloga    | Brane Grubar (Vztrajanje)                                                  |
| fotografija             | Marko Brdar (Družinica in Ivan)                                            |
| izvirna glasba          | Damir Avdić (Družinica in Ivan)                                            |
| montaža                 | Vlado Gojun (Rudar)                                                        |
| scenografija            | Janez Prohinar (Košarkar naj bo)                                           |
| kostumografija          | Emil Cerar in Polonca Valentinčič (Družinica)                              |
| maska                   | Alenka Nahtigal (Ivan)                                                     |
| zvok                    | Boštjan Kačičnik (Družinica)                                               |
| posebni dosežki         | Vsaka dobra zgodba je ljubezenska zgodba (r. Matjaž Ivanišin, Rajko Grlić) |

(II) strokovna žirija za ostale kategorije:
| Kategorija                                           | Prejemnik                                                                              |
| ---------------------------------------------------- | -------------------------------------------------------------------------------------- |
| dokumentarni film                                    | Playing Men (r. Matjaž Ivanišin; p. Zavod Nosorogi)                                    |
| kratki igrani film                                   | Apoptoza (r. Tomaž Gorkič; p. Zavod Blade produkcija)                                  |
| manjšinska koprodukcija                              | Moški ne jočejo (r. Alen Drljević; p. Deblokada, Zavod Iridium Film)                   |
| animirani film                                       | Celica (r. Dušan Kastelic; p. Inštitut Bugbrain)                                       |
| izvirni avtorski prispevek (eksperimentalno AV-delo) | Vztrajanje (r. Miha Knific)                                                            |
| študijski film                                       | Anja Ganja (r. Peter Bizjak)                                                           |
| posebni dosežki                                      | Glasba je časovna umetnost 2, LP film Buldožer – Pljuni istini u oči (r. Varja Močnik) |

Žirija lahko podeli tudi vesno za posebne dosežke.
(III) nagrada občinstva (za najboljši celovečerni film tekmovalnega programa):
- Košarkar naj bo (r. Boris Petkovič; p. Gustav Film)

Ocene filmov: Košarkar naj bo (4,86), Ivan (4,75), Zadnji ledeni lovci (4,70), Vsaka dobra zgodba je ljubezenska zgodba (4,70), Rudar (4,68), Družinica (4,57), Charlatan Magnifique (4,47), Stekle lisice (4,45), Vztrajanje (4,44), Slovenija, Avstralija in jutri ves svet (4,33), Družina (4,24), Bila so Titova mesta (4,20), Ksana (4,03), Privid (3,55)

### Ostale nagrade
| Nagrada                                                                | Prejemnik                                  |
| ---------------------------------------------------------------------- | ------------------------------------------ |
| nagrada Art kino mreže Slovenije                                       | Ivan (r. Janez Burger; p. Zavod Staragara) |
| nagrada Društva slovenskih filmskih kritikov in publicistov (FIPRESCI) | Ivan (r. Janez Burger)                     |
| nagrada za najboljši film sklopa Podmladek                             | Vonj po razkroju (r. Anže Testen)          |
| nagrada kosobrin                                                       | Jožica Hafner                              |

### Sestave žirij
- vesne – strokovna žirija za celovečerne filme: Jasna Krajinovič, dr. Peter Stanković in Zlatko Vidacković
- vesne – strokovna žirija za ostale kategorije: Nataša Barbara Gračner, Maja Malus Azhdari in Rok Sečen
- žirija Art kino mreže Slovenije: Aliki Kalagasidu, Samo Seničar in Žiga Kump
- žirija Društva slovenskih filmskih kritikov in publicistov: Žiga Brdnik, Peter Cerovšek in Ana Šturm
- žirija za Badjurovo nagrado: Miha Knific, Mako Sajko, Petra Seliškar, Simon Tanšek in Ženja Leiler, predsednica

## Tekmovalni program

### Celovečerni filmi (nad 70')
| Film                                     | Angleški naslov                            | Režiser                       | Leto | Vrsta                 | Žanr                         |
| ---------------------------------------- | ------------------------------------------ | ----------------------------- | ---- | --------------------- | ---------------------------- |
| Anina provizija                          | Ana's Commission                           | Igor Šmid                     | 2016 | igrani                | kriminalna drama             |
| Bila so Titova mesta                     | They Were Tito's Towns                     | Amir Muratović                | 2017 | dokumentarni          | zgodovinski                  |
| Charlatan Magnifique                     | Charlatan Magnifique                       | Maja Pavlin                   | 2016 | dokumentarni          | glasbeni, biografski         |
| Codelli                                  | Codelli                                    | Miha Čelar                    | 2016 | dokumentarni          | biografski                   |
| Družina                                  | The Family                                 | Rok Biček                     | 2017 | dokumentarni          | drama                        |
| Družinica                                | The Basics of Killing                      | Jan Cvitkovič                 | 2017 | igrani                | drama                        |
| Ivan                                     | Ivan                                       | Janez Burger                  | 2017 | igrani                | drama                        |
| Košarkar naj bo                          | Let Him Be a Basketball Player             | Boris Petkovič                | 2017 | igrani                | mladinski/otroški            |
| Ksana                                    | Ksana                                      | Dejan Babosek                 | 2017 | igrani                | drama                        |
| Moški ne jočejo                          | Men Don't Cry                              | Alen Drljević                 | 2017 | igrani koprodukcijski | drama                        |
| Privid                                   | A Dream                                    | Boštjan Slatenšek             | 2016 | igrani                | drama                        |
| Rudar                                    | The Miner                                  | Hanna A. W. Slak              | 2017 | igrani                | biografski, zgodovinski      |
| Slovenija, Avstralija in jutri ves svet  | Slovenia, Australia and Tomorrow the World | Marko Naberšnik               | 2017 | igrani                | satirična drama              |
| Stekle lisice                            | Rabid Foxes                                | Boris Jurjaševič              | 2017 | igrani                | akcijska drama               |
| Vsaka dobra zgodba je ljubezenska zgodba | Every Good Story Is a Love Story           | Matjaž Ivanišin, Rajko Grlić  | 2017 | dokumentarni          | biografski                   |
| Vztrajanje                               | Perseverance                               | Miha Knific                   | 2017 | igrani                | eksperimentalni              |
| Zadnji ledeni lovci                      | The Last Ice Hunters                       | Jure Breceljnik, Rožle Bregar | 2017 | dokumentarni          | avanturistični, raziskovalni |

### Srednjemetražni filmi (45'−70')
| Film | Režiser          | Leto | Vrsta        | Žanr                 |
| --- | ---------------- | ---- | ------------ | -------------------- |
| Glasba je časovna umetnost 2, LP FILM Buldožer – Pljuni istini u oči / Music is the Art of Time 2, LP film Buldozer – Spit Truth Into the Eyes | Varja Močnik     | 2017 | dokumentarni | glasbeni, biografski |
| Goreči škof / The Burning Bishop | David Sipoš      | 2017 | dokumentarni | biografski           |
| Mesto svetlobe / City of Light | Marko Kumer Murč | 2017 | dokumentarni |                      |
| Playing Men | Matjaž Ivanišin  | 2017 | dokumentarni |                      |
| Status Zero | Jani Sever       | 2016 | dokumentarni | družbeni             |

### Kratki filmi (do 45')
| Film                                 | Angleški naslov                    | Režiser                                           | Leto | Vrsta                 | Žanr                         |
| ------------------------------------ | ---------------------------------- | ------------------------------------------------- | ---- | --------------------- | ---------------------------- |
| Apoptoza                             | Apoptosis                          | Tomaž Gorkič                                      | 2017 | igrani                | fantazijski                  |
| Avtoportret                          | Self-portrait                      | Mitja Manček                                      | 2016 | animirani             | biografski                   |
| Celica                               | The Box                            | Dušan Kastelic                                    | 2017 | animirani             | fantazijski                  |
| Dej povej; Zrisan                    | Tell Me; Redrawn                   | Domen Lo                                          | 2017 | animirani             | romanca                      |
| Dobro unovčeno popoldne              | A Well Spent Afternoon             | Martin Turk                                       | 2016 | igrani                | mladinski/otroški            |
| Dolga pot do prvih korakov           | A Long Journey for the First Steps | Ratko Stojiljković, Julia Minet, Jasmina Mustafić | 2016 | dokumentarni          | drama                        |
| Fountain                             | Fountain                           | Goran Vojnović                                    | 2017 | igrani                | drama                        |
| Ko sem se pogledala navzdol          | As I Looked Down at Myself         | Branko Potočan                                    | 2017 | eksperimentalni       | gibalno-plesni               |
| Koyaa – Razigrani avtomobilček       | Koyaa − Naughty Toy Car            | Kolja Saksida                                     | 2017 | animirani             | komedija, mladinski/otroški  |
| Le dihajoče bitje                    | Only Breathing                     | Ahmad Adelian, Agata Kochaniewicz, Nawal Chagar   | 2017 | dokumentarni          | glasbena dokudrama           |
| Maček Muri – Sprehod                 | Muri the Cat – Going for a Walk    | Jernej Žmitek                                     | 2016 | animirani             | glasbeni, družinski/otroški  |
| Moderne Kunst                        | Moderne Kunst                      | Marko Šantić                                      | 2017 | igrani                | drama, komedija              |
| Moj avto!                            | My Car!                            | Aljaž Tepina                                      | 2016 | igrani                | akcijska komedija            |
| Nevidna roka Adama Smitha            | The Invisible Hand of Adam Smith   | Slobodan Maksimović                               | 2017 | igrani                | komedija                     |
| Niko                                 | Niko                               | Andrej Košak                                      | 2017 | igrani                | drama                        |
| Po gladini                           | Skipping Stones                    | Blaž Slana                                        | 2017 | igrani                | drama                        |
| Sanjsko stanje                       | Dream State                        | Áron Horváth                                      | 2016 | eksperimentalni       | fantazijski film ceste       |
| Štokholm                             | Stockholm                          | Luka Štigl                                        | 2016 | igrani                | akcijska komedija kriminalka |
| Trahere                              | Trahere                            | Juš Jeraj, Atila Urbančič                         | 2017 | dokumentarni          | satira                       |
| Verjetno te nikoli več ne bom videla | I'll Probably Never See You Again  | Mitja Mlakar                                      | 2017 | igrani                | drama                        |
| V modrino                            | Into the Blue                      | Antoneta Alamat Kusijanović                       | 2017 | igrani koprodukcijski | drama, mladinski/otroški     |
| Zakaj je Istra tužna                 | Why Is Istria So Gloomy            | Koni Steinbacher                                  | 2017 | animirani             | muzikal                      |

### Študijski filmi
| Film                                                   | Režiser                                                            | Leto | Vrsta           | Žanr                 |
| ------------------------------------------------------ | ------------------------------------------------------------------ | ---- | --------------- | -------------------- |
| Anja Ganja                                             | Peter Bizjak                                                       | 2017 | igrani          | erotični pohošoker   |
| Bližnje srečanje / Encounter                           | Samo Bihar, Filip Bihar, Antonella D'Amico, Miha Oven, Anja Zadnik | 2017 | animirani       | akcijska komedija    |
| Catican                                                | Mery Gobec, Inês Sambas, Asja Tros                                 | 2017 | animirani       | fantazijski          |
| Ondine                                                 | Taja Košir Popovič                                                 | 2017 | igrani          | drama                |
| Podpišite tukaj / Sign Here                            | Aljaž Bastič                                                       | 2017 | igrani          | drama                |
| Zamejen / Bordered                                     | Leo Černic                                                         | 2016 | dokumentarni    | biografski družinski |
| Živali so posebni učinki / Animals Are Special Effects | Sandra Jovanovska                                                  | 2017 | eksperimentalni | avanturistična drama |
| Živeti v megabitu / Live in a Megabit                  | Anne Tassel                                                        | 2017 | igrani          | drama                |

## Pregledni program
| Film | Režiser                                    | Leto | Vrsta                       | Žanr                         |
| --- | ------------------------------------------ | ---- | --------------------------- | ---------------------------- |
| Celovečerni filmi |                                            |      |                             |                              |
| Futura: na odprtem / Future: Open | Rudi Uran                                  | 2017 | igrani                      | družbena satira              |
| Irena, lahkonoč / Goodnight, Irene | Miha Možina, Haidy Kancler                 | 2017 | dokumentarni                |                              |
| Konec / The End | Vid Hajnšek                                | 2016 | dokumentarni                | drama                        |
| Ponovni pogled na Modri žamet / Blue Velvet Revisited                                                                                 | Peter Braatz                               | 2016 | dokumentarni koprodukcijski |                              |
| Sedem grehov in vrlin / Seven Sins and Virtues                                                                                        | Majda Širca                                | 2016 | dokumentarni                |                              |
| Šum Balkana / Balkan Whispers | Boris Petkovič                             | 2017 | dokumentarni                | glasbeni film ceste          |
| Srednjemetražni filmi |                                            |      |                             |                              |
| Legendarni Drenovci / The Legendary Cornelians                                                                                        | Igor Vrtačnik                              | 2016 | dokumentarni                | pustolovski                  |
| Navigare necesse est | Radovan Čok                                | 2017 | dokumentarni                |                              |
| Obzornik 63 / Newsreel 63 | Nika Autor, Ciril Oberstar                 | 2017 | eksperimentalni             |                              |
| Pappenstory – Štorija o slovenskem amaterskem gledališču SAG Trst / Pappenstory – A Story About Slovenian Amateur Theater SAG Trieste | Martin Turk                                | 2017 | dokumentarni                |                              |
| Pisma očetu / Letters to a Father | Črt Brajnik                                | 2017 | eksperimentalni             |                              |
| Tok / Flow | Ana Čigon, Ida Hiršenfelder, Saša Spačal   | 2016 | dokumentarni                | družbeni                     |
| Vsa življenja Toneta Mlakarja / The Charmed Life of Tone Mlakar                                                                       | Marko Cvejić                               | 2017 | dokumentarni                | biografski                   |
| Vžgano v spominih / Burnt in Memories                                                                                                 | Anja Medved, Nadja Velušček                | 2017 | dokumentarni                | zgodovinski                  |
| Kratki filmi |                                            |      |                             |                              |
| Beauty Has No Size | Vesna Klančer, Julia Minet, Amelisa Eminić | 2017 | dokumentarni                | biografska drama             |
| Glasba v moji glavi / Music in My Head                                                                                                | Mišo Šušak                                 | 2017 | igrani                      | drama                        |
| Ljubo doma / Home Sweet Home | Jernej Kastelec                            | 2017 | dokumentarni                |                              |
| Martin Krpan | Nejc Saje                                  | 2017 | animirani                   |                              |
| Mine dan, začne se jutro / Day Passes, Morning Begins                                                                                 | Lina Eržen                                 | 2017 | igrani                      | drama                        |
| Most / The Bridge | Marija Mia Keserović                       | 2017 | igrani                      | fantazijska drama            |
| Musca Domestica | Áron Horváth                               | 2017 | igrani                      | drama, komedija              |
| Nebo / The Sky | Juš Premrov                                | 2017 | igrani                      | znanstvenofantastična drama  |
| Sidhartov odhod / The Leaving of Siddhartha                                                                                           | Kristijan Krajnčan                         | 2017 | igrani                      | glasbeni                     |
| Strah / Fear | Dejan Babosek                              | 2017 | igrani                      | drama                        |
| Uporni duh / Rebellious Essence | Ana Čigon                                  | 2017 | animirani                   | mladinska komedija, satira   |
| Študijski filmi |                                            |      |                             |                              |
| 500 let / 500 Years | Ester Ivakič                               | 2017 | igrani                      | fantazijski                  |
| Baby Boom | Sandra Jovanovska, Mojca Valič, Anna Loi   | 2017 | animirani                   | psihodrama za osamljene pare |
| Brata / Brothers | Fabris Šulin                               | 2017 | igrani                      | drama                        |
| Delci vesolja in časa / Fragments of Space and Time                                                                                   | Ana Bahor                                  | 2017 | igrani                      | drama                        |
| Maruška / Marushka | Hanna Szentpeteri                          | 2017 | igrani                      | mladinski/otroški            |
| Oropana duša / Robbed Soul | August Adrian Braatz                       | 2016 | igrani                      | drama                        |
| Sestreljeni / The Stricken | Matic Štamcar                              | 2017 | dokumentarni                | drama                        |

## Spremljevalni program

### Posvečeno
| Film                                | Angleški naslov                         | Režiser                | Leto | Vrsta        |
| ----------------------------------- | --------------------------------------- | ---------------------- | ---- | ------------ |
| Barabe!                             | Rascals!                                | Miran Zupanič          | 2001 | igrani       |
| Ne čakaj na maj                     | Don't Whisper                           | František Čap          | 1957 | igrani       |
| Odstiranje pogleda z Mirjano Borčić | Unveiling the View with Mirjana Borčić  | Maja Weiss             | 2017 | dokumentarni |
| Sam svoj – portret Jožeta Babiča    | On His Own – The Portrait of Jože Babič | Slavko Hren            | 2017 | dokumentarni |
| Socializacija bika?                 | Socializing the Bull?                   | Zvonko Čoh, Milan Erič | 1998 | animirani    |

### Podmladek
Program igranih filmov, ki so jih ustvarili šolarji in dijaki.
| Film                | Angleški naslov             | Režiser        | Leto | Vrsta  | Žanr                                                   |
| ------------------- | --------------------------- | -------------- | ---- | ------ | ------------------------------------------------------ |
| ...in!?             | F-Team                      | Jakob Grižonič | 2017 | igrani | akcijska drama, romantična komedija, mladinski/otroški |
| Nočna ptica         | Night Bird                  | Andraž Žigart  | 2017 | igrani | mladinska/otroška komedija                             |
| Pesem za flašo vina | A Poem for a Bottle of Wine | Matej Drobež   | 2017 | igrani | študijska drama                                        |
| Portret izgubljenim | Lost Souls of Tomorrow      | Jan Krevatin   | 2017 | igrani | drama                                                  |
| Še enkrat           | Again                       | Urh Mlakar     | 2016 | igrani | mladinska/otroška komedija                             |
| Vonj po razkroju    | Odor of Decomposition       | Anže Testen    | 2017 | igrani | psihološki                                             |
| Zaradi Eve          | Because of Eva              | Jan Krevatin   | 2016 | igrani | drama                                                  |